# James Cossar Ewart
James Cossar Ewart (26 de novembro de 1851 - 31 de dezembro de 1933) foi um zoólogo escocês. Ele realizou experimentos de criação de cavalos e zebras que refutavam as teorias anteriores sobre hereditariedade.
Dentre vários outros estudos, ele realizou experimentos de melhoramento com cavalos e zebras. Ele realizou essas experiências no "The Bungalow", agora a Navaar House em Penicuik, bem antes da redescoberta das obras de Gregor Mendel. Ewart cruzou uma zebra macho com um pônei fêmea para mostrar que a teoria da telegonia herdada dos gregos era falsa. A telegonia sustentava que uma fêmea com histórico de acasalamento com vários machos passaria as qualidades genéticas de todos os parceiros anteriores para seus filhos. Mais tarde, Ewart criou a égua que havia produzido híbridos de cavalo-zebra com um pônei, e a prole não mostrou qualidades de zebra nas marcações ou no temperamento. O objetivo de Ewart também era produzir um animal de tração para as condições da África do Sul, resistente a doenças africanas e mais tratável que uma mula.